# Pterygodium hallii
Pterygodium hallii là một loài thực vật có hoa trong họ Lan. Loài này được (Schelpe) Kurzweil & H.P.Linder miêu tả khoa học đầu tiên năm 1991.